# Heterocampa
Heterocampa är ett släkte av fjärilar. Heterocampa ingår i familjen tandspinnare.

## Bildgalleri

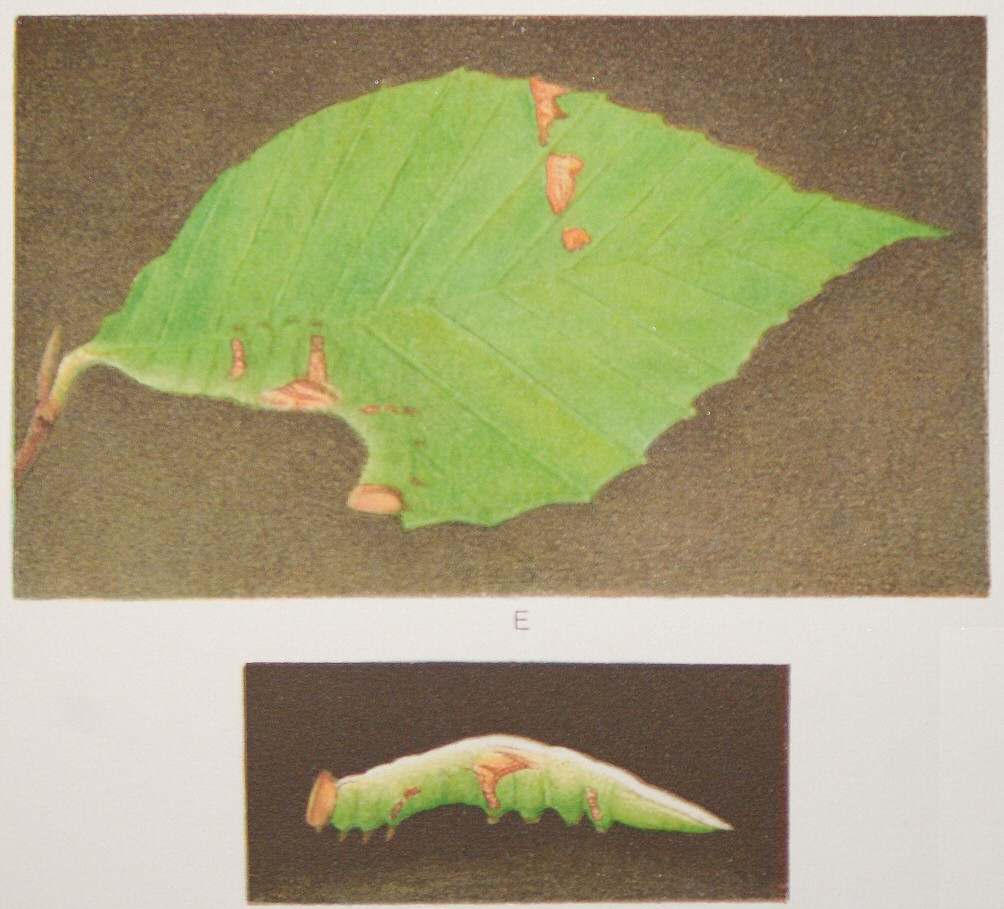
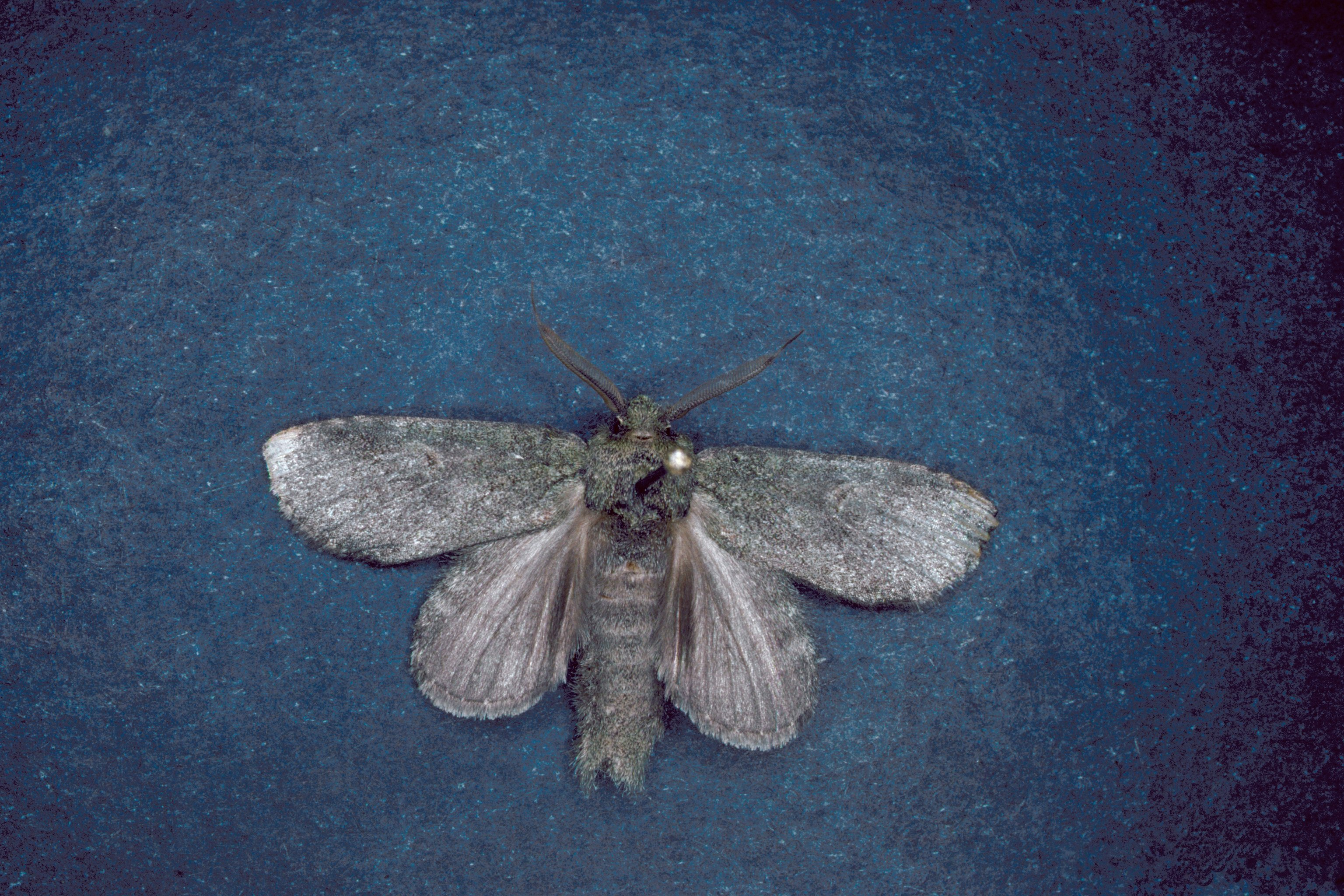
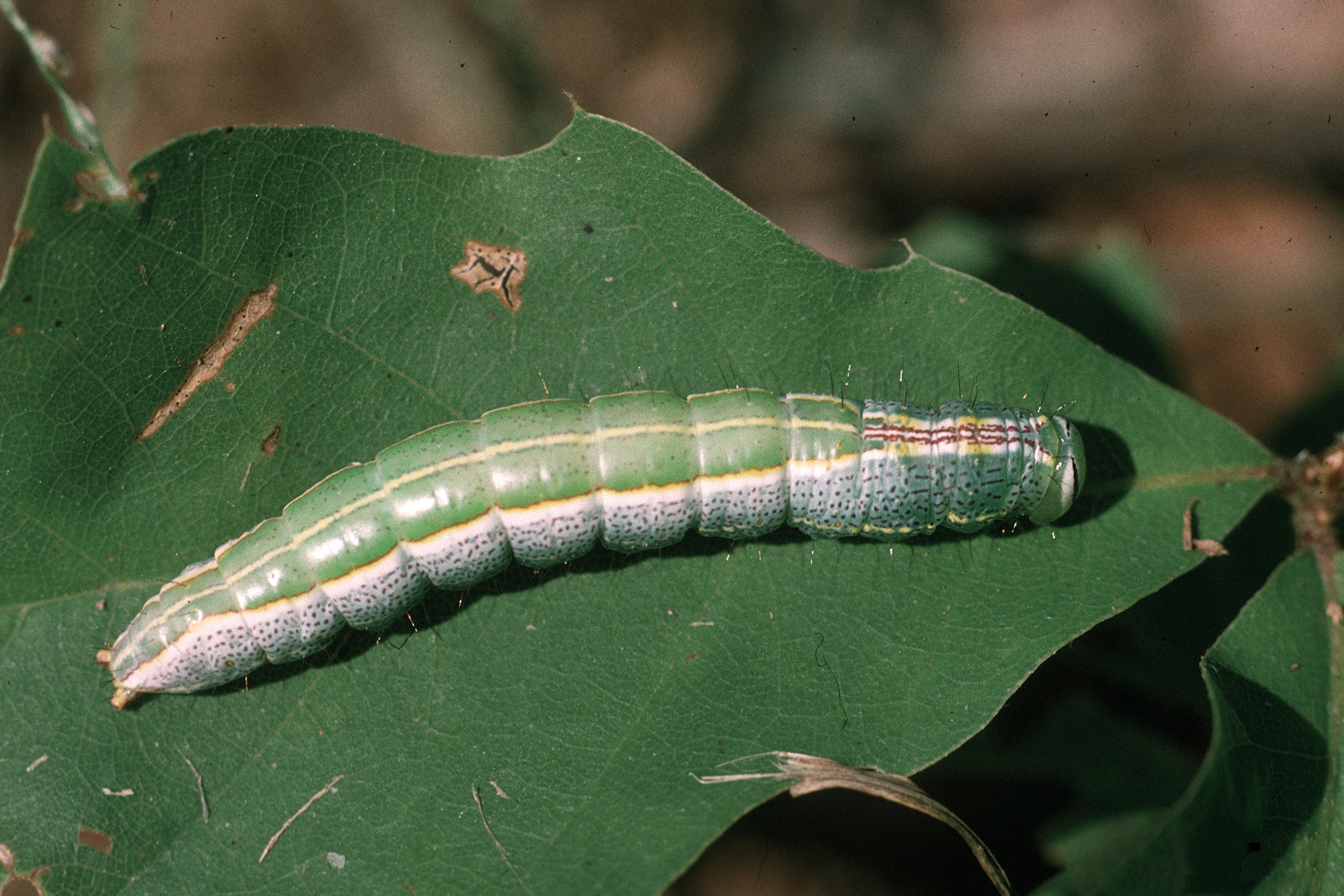
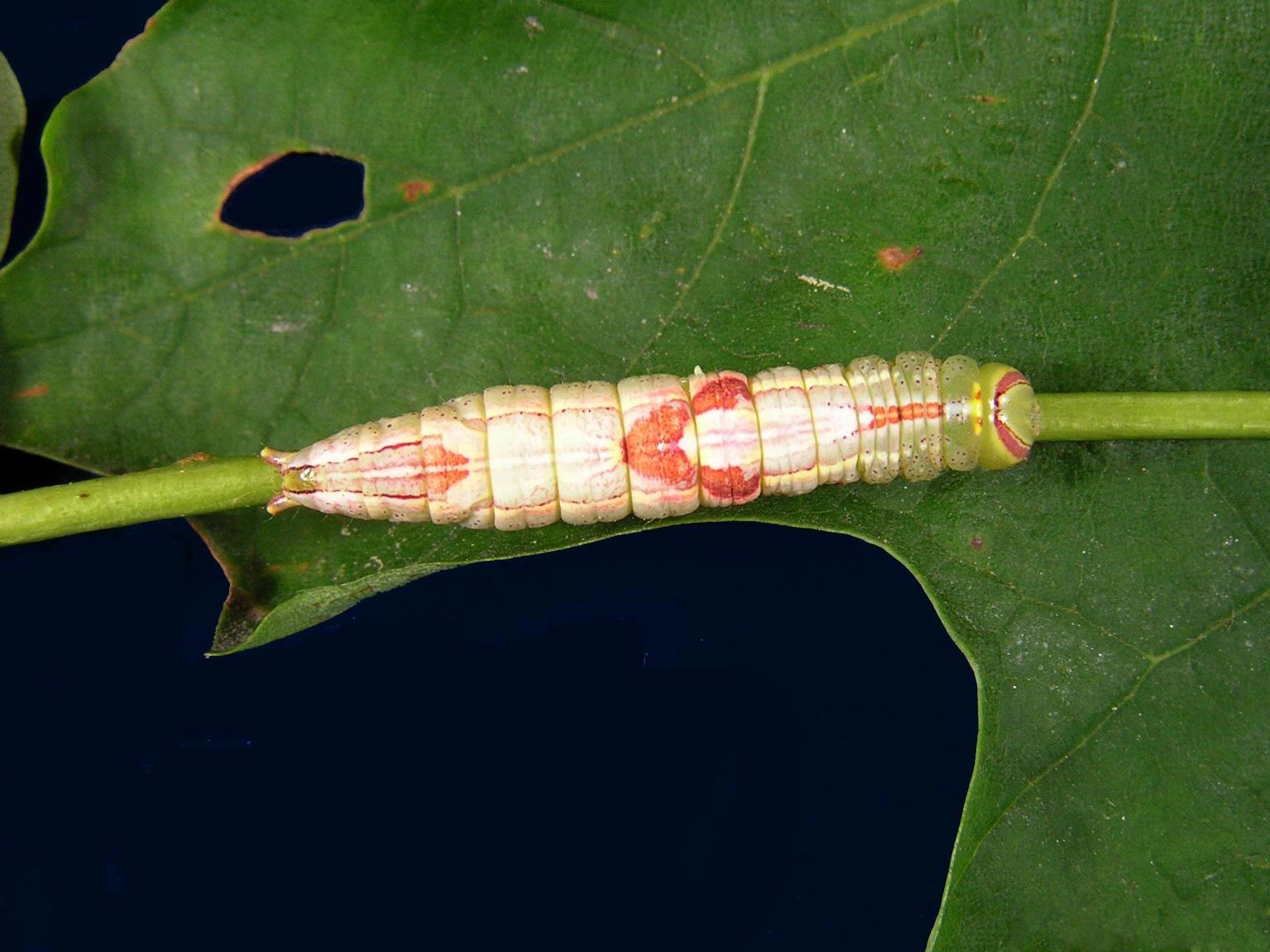

## Dottertaxa tillHeterocampa, i alfabetisk ordning[1]
- Heterocampa agapa
- Heterocampa albiplaga
- Heterocampa amanda
- Heterocampa astarte
- Heterocampa astartoides
- Heterocampa athereo
- Heterocampa averna
- Heterocampa baryspus
- Heterocampa belfragei
- Heterocampa biundata
- Heterocampa brunnea
- Heterocampa celtiphaga
- Heterocampa chapmani
- Heterocampa cinereus
- Heterocampa cubana
- Heterocampa determinata
- Heterocampa ditta
- Heterocampa doubledayi
- Heterocampa georgiana
- Heterocampa guttivitta
- Heterocampa harrisi
- Heterocampa hugoi
- Heterocampa incongrua
- Heterocampa indeterminata
- Heterocampa lunata
- Heterocampa menas
- Heterocampa mollis
- Heterocampa mucorea
- Heterocampa nigra
- Heterocampa obliqua
- Heterocampa olivata
- Heterocampa pasathelys
- Heterocampa perolivata
- Heterocampa picta
- Heterocampa plumosa
- Heterocampa pulverea
- Heterocampa ruficornis
- Heterocampa rufinans
- Heterocampa secessionis
- Heterocampa semiplaga
- Heterocampa simulans
- Heterocampa subrotata
- Heterocampa superba
- Heterocampa trouveloti
- Heterocampa umbrata
- Heterocampa varia
- Heterocampa viridescens
- Heterocampa zayasi